# Carl Adam Petri

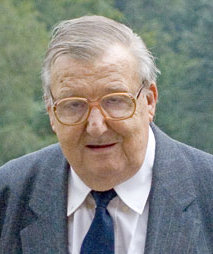
Carl Adam Petri

Carl Adam Petri (Leipzig, 12 juli 1926 - 2 juli 2010) was een Duits wiskundige en informaticus.

## Levensloop
Petri werd geboren als zoon van een wiskundige, die hem inwijdde in de wiskunde en hem enthousiast maakte voor de natuurwetenschappen. Hij volgde onderwijs aan de Thomasschule in Leipzig, en werkte van 1959 tot 1962 aan de universiteit van Bonn. In zijn proefschrift Kommunikation mit Automaten, waarop hij in 1962 promoveerde aan de Technische Universiteit Darmstadt, beschreef hij voor het eerst wat later bekend zou worden als een Petrinet. Volgens sommige bronnen had hij de grondslagen hiervoor al geformuleerd toen hij een jaar of dertien was.
Hij leverde een belangrijke bijdrage aan de ontwikkeling van de theorie van parallel computing en distributed computing en hielp mee aan de definitie van moderne concepten als complexe systemen en workflow management. Hij heeft bijgedragen aan het brede terrein van de netwerktheorie, zoals coördinatiemodellen en de theorie van de interactie, wat hem uiteindelijk bracht tot de formele studie van de softwareconnectoren.

## Eerbetoon
- In 1988 werd hij tot ereprofessor aan de Universiteit van Hamburg benoemd. * In 1991 ging hij met emeritaat.
- In 2003 kreeg hij de onderscheiding van Commandeur in de Orde van de Nederlandse Leeuw.